# الحسن بن زين بن سيدي سليمان
هو العلامة الحسن بن زين بن سيدي سليمان بن الأمين بن أحمد بن علي – وينطقُ بتحريف صنهاجي: اعديجه – بن باي بن محم. المنتسب إلى البيت النبوي الشريف؛ فهو إما علوي حسني، وإما جعفري زينبي؛ فالأول هو الذي عندهم، والثاني مقتضى نقل عالمهم الأورع محمد عبد الله بن سيدي بن زين المذكور عن الشيخ سيدي بن الشيخ سيدي محمد بن الشيخ سيدي، رحم الله تعالى الجميع.
ولد سنة 1225 من الهجرة النبوية وهو من أبرز علماء النحو أخذ اللغة والنحو وتوفي ابن زين سنة 1315 من الهجرة 

## دراسته
أخذ عن العلامة عبد الودود بن عبد الله بن انجبنان ومحمد مولود بن أحمد ودرس على بلا بن مكبد الشقراوي ، وبرع في اللغة والنحو والصرف ووصل في هذه العلوم مرحلة التنظير وبسط القواعد بأسلوب سلس وعبارة واضحة قربت إلى الأذهان قواعد النحو.
عندما وشح لامية ابن مالك بالاحمرار قال الناس: لولا كتابة الاحمرار بالأحمر والمتن بالأسود لما ميز الناس بين احمرار ابن زين واكحلال ابن مالك لجمال نظمه وسلاسته وقالو ا: ماعلق أحد بابن مالك إلا شآه إلا ابن زين كان معه فرس رهان. درس عليه سيبويه عصره العلامة يحظيه بن عبد الودود اباه فلاحظ ذكائه فتنبأ بنبوغه، وكان الحسن ألف طرة في النحو سماها «لخذيره» أي الخضراءجمع فيها فوائد واستدراكات مهمة تحتاج ذكاء خاصا لإستيعابها ولما درس عليه يحظيه قال الحسن لزوجته ابنة الكتاب: لخذيره جاها صاحبها
قال العلامة محمد الحسن الددو في شرح لامية الأفعال وهو يتكلم على شروح اللامية: ثم جاء الحسن ابن زين القناني الموريتاني فاشتغل بهذا العلم وتبحرفيه وسبب اشتغاله به أنه خرج في رفقة في عام الجدب يريدون (......) فنزلواعلى قوم وكانت العادة عندنا أن طلاب العلم إذا نزلوا على بلد يستقبلهم طلاب العلم فيه فيمتحنونهم في العلوم التي يدعون أنهم درسوها فإذا نجحوافي الامتحان أكرمهم أهل البلد غاية الإكرام وقضوا لهم حوائجهم من دون الاحتياج إلى أن يبذلوا أي سبب فيها وإن لم ينجحوا في الامتحان تركوهموشأنهم كانوا ضيوفا مثل غيرهم من الضيوف لكن يكون هذا عيبا عليهم أن يدعوا العلم وليسوا من أهله فخرج الحسن في هذه الرفقة فنزلوا على قرية من القرى فسألهم أهلها هل هم من طلاب العلم فقالوا نعم فقالوا أي علم كنتم تدرسونه فذكروا أنهم كانوا يدرسون الألفية فلم يمتحنونهم في النحو لأنه من العلوم السهلة وإنما سألوهم سؤالا في التصريف فسألهم شخص عن وزن ارعوى فلم يعرفواوزنه فرجع الحسن من وقته ذلك وتخصص في دراسة التصريف ودرس على عدد من المشايخ الكبار ومنهم عبد الودود ابن عبد الله الألفغي ومحمد مولود بن أحمد وكذلك بلا بن مكبد الشقراوي الذي هو تلميذ المختار بن بونافجمع من علم هؤلاء ما أهله لأن يكون متخصصا في هذا المجال وقد اشتهربملكاته في النحو واللغة والصرف والعروض والقوافي والشعر وغير ذلك من العلوم اللغوية كان بارعا فيها.
فلما قوي نظم نظما أضافه نظما أضافه إلى نظم ابن مالك كمله به وشرحه على طريقة أهل زمانه بالشرح المسمى بالطرة حيث يكتب الشرح طررا على الأبيات ولا يمزج بها ولا يكتب كتابة السطور لضيق الحال ونقص الأوراق كانوايجعلونها طرة فقط وذلك ليسهل حفظها وقد مزجها بالنظم فلم يجعلها على هيئة الشروح المكتوبة التي ترتب على حسب ورود الكلمات في البيت وإنما رتبها على إعراب البيت فإذا كان البيت مثلا فيه إسناد خبري أو نحو ذلك فإنه يرتب الطرة على حسب ترتيب الإعراب لا على حسب ترتيب الكلمات في البيت لأن النظم يقتضي التقديم والتأخير وتارة يقدم فيه الفاعل عن الفعل وتارة يقدمالمفعول قبل عامله فلما بلغ في النظم إلى قوله
- عن كالأحم والألمى نح بنية ذا**** والعيب واللون معناه به انعزلا
- وعن مداه ارعوى كاحو وخارجة** واقد وازور عن معناته انفصلا.

يقول أنه قد انطفئت الجمرة التي كانت في قلبه من امتحان أولئك القوم لأنه أجاب سؤالهم في نظمه.

## من تلاميذه
يحظيه بن عبد الودود شيخ محمد عالي ولد عبد الودود جدّ الشيخ محمد الحسن ولد الددو

## من مشايخه
- عبد الودود ابن عبد الله الألفغي
- محمد مولود بن أحمد
- بلا بن مكبد الشقراوي